# Die Rache des Würgers
Die Rache des Würgers ist ein US-amerikanischer Horrorfilm des Regisseurs Edward D. Wood jr.  aus dem Jahre 1955. Bela Lugosi war in diesem Film in seiner letzten Hauptrolle zu sehen.

## Handlung
Dr. Eric Vornoff nimmt in seinem Haus, das in einem Sumpf liegt, Experimente an Menschen vor, um aus ihnen „atomare Superwesen“ zu züchten. Sein Assistent Lobo, ein stummer Riese, ist mit der Beschaffung des Materials betraut. Dabei werden unliebsame Zeitgenossen von Vornoff entweder für seine Versuche benutzt oder dem von ihm erschaffenen Monster, einem Kraken, zum Fraß vorgeworfen. Auch Professor Strowski, der im Auftrag einer fremden Macht Vornoff mit seinen Forschungsergebnissen in seine Heimat zurückschaffen soll, ereilt dieses Schicksal.
Nachdem die Journalistin Janet Lawton Vornoffs Machenschaften auf die Spur gekommen ist, wird diese selbst beinahe ein Opfer Vornoffs. Im letzten Moment wird sie von Lobo, der sich in sie verliebt hat, gerettet. Lobo kommt in den Flammen im Labor um, nachdem er Vornoff „bestrahlt“ hat und dieser nun selbst zum „atomaren Superwesen“ geworden ist und versucht hat, Janet zu entführen. Polizist Craig – Janets Verlobter – und weitere Beamte können Janet befreien. Vornoff findet in den Fängen des von ihm erschaffenen Monsters sein Ende. Eine atomare Explosion entsteht, weil sich Dr. Vornoff laut dem Polizeichef „an der Schöpfung Gottes vergriffen“ hat.

## Hintergrund
Auch bei diesem Film machte Ed Wood seinem Ruf als sehr eigenwilliger Regisseur alle Ehre. Die Story wirkt hanebüchen, die Spezialeffekte wurden sehr einfach und möglichst kostengünstig hergestellt. Vielen Darstellern fehlte es sichtlich an schauspielerischer Erfahrung, und einige von ihnen standen hier das erste und das letzte Mal vor einer Kamera.
Ed Wood setzte den abgehalfterten, drogensüchtigen Schauspieler Bela Lugosi, den er zuvor schon bei Glen or Glenda beschäftigt hatte, als wahnsinnigen Wissenschaftler Dr. Vornoff ein und hoffte diesmal, dank Lugosis immer noch hohem Bekanntheitsgrad einen Treffer zu landen. Lugosi war von seiner Abhängigkeit und seinem Alter geschwächt. In mehreren Actionszenen wurde er deshalb durch ein Double ersetzt.
Es war die letzte Hauptrolle für den Mann, der durch den Film Dracula einst Weltruhm erlangt hatte. Trotz der dilettantischen Machart des Films gelang es Lugosi, eine Spur seines alten Glanzes für seine Rolle zu erhalten.
Tony McCoy, der den jungen Polizisten Craig verkörperte, hatte keinerlei schauspielerische Erfahrung. Er hatte eine der Hauptrollen erhalten, weil er und sein Vater den Film produzierten. Auch Loretta King agierte erstmals vor der Kamera. Angeblich hatte Wood sie engagiert, weil sie ihm angeboten hatte, sich an den Kosten des Films zu beteiligen. Zunächst hatte Wood seine damalige Freundin Dolores Fuller für die Rolle vorgesehen.
Wie andere Werke Woods erlangte auch dieser Film unter B-Moviefans Kultstatus, denn auch hier finden sich seine „Markenzeichen“ in großer Anzahl: Logikfehler, wackelnde Kulissen, überforderte Darsteller, auffälliges Fremdmaterial aus anderen Filmen, Jump Cuts und vieles mehr. Einige der Missgeschicke sollte Ed Wood später in seinem berühmtesten Film, Plan 9 from Outer Space, wiederholen oder gar noch „übertreffen“.

## Uraufführungen
- USA: 11. Mai 1955
- Deutschland: 25. März 1960[1]
- Österreich: 1961

## Kritiken
„Ein höchst dilettantischer Gruselfilm der B-Kategorie mit dem einstigen Gänsehaut-König Bela Lugosi. Das Vergnügen an Ed Woods miserablen Inszenierungskünsten reibt sich permanent mit der zunehmenden Langweile.“

## Pannen und Ungereimtheiten
- Im alten Haus zu Beginn des Films sieht man Licht brennen. Trotzdem behauptet einer der beiden Männer, dass das Haus seit 15 Jahren leerstehe.
- Die Schüsse, die der Mann auf den Kraken abgibt, würden seinen Freund, der in dessen Fänge geraten ist, eher treffen denn retten.
- Kraken können in Sümpfen nicht existieren.
- Die Fangarme des Kraken werden sichtbar von den Opfern bewegt.
- Lobo steht draußen im strömenden Regen. Als er anschließend das Haus betritt, ist er völlig trocken.
- Als man Lobo das erste Mal das Haus betreten sieht, erkennt man, dass er nicht weiter weiß und Anweisungen aus dem Off bekommt.
- Als „Aufhängung“ der Lampe über dem Operationstisch in Vornoffs Labor dient ein Mikrofonständer.
- Als Lt. Craig das Büro des Polizeichefs betritt, sind die Stühle darin plötzlich anders angeordnet.
- Professor Strowskis Ziel ist es, Vornoff und damit seine Forschungsergebnisse möglichst unauffällig in seine Heimat zurückzuschaffen. Warum er zuvor bei der Polizei vorspricht und sie über seine Anwesenheit im Land informiert, bleibt sein Geheimnis.
- Strowski und Lt. Craig verabreden sich für den nächsten Morgen im Polizeiquartier. Obwohl niemand den Zeitpunkt erwähnt, weiß der Polizeichef, dass Strowski um 10 Uhr eintreffen wird. Strowski taucht aber ohne Erklärung trotzdem nicht bei der Polizei auf, sondern fährt direkt zu Vornoff.
- Als Janet Lawton neben ihrem Auto zusammenbricht, wird sie von Lobo in Vornoffs Labor gebracht. Vornoff hat aus den Papieren in ihrer Handtasche erfahren, wer sie ist. Ihre Handtasche hatte sie beim Zusammenbruch aber nicht dabei.
- Der Polizeichef befiehlt Lt. Craig, Strowski „im Auge“ zu behalten. Craig kann zu diesem Zeitpunkt aber nicht wissen, wo sich Strowski aufhält.
- Obwohl dauernd ungebetene Gäste in Dr. Vornoffs Haus erscheinen, ist seine Haustür nie abgeschlossen.
- Die Tiere im Sumpf sind aus völlig anders belichtetem Filmmaterial übernommen.
- Eine Grube im Sumpf ist dürftig präpariert und sehr gut sichtbar. Trotzdem fällt Craig, der nach eigener Aussage immer wieder in den Sümpfen zu tun hat, hinein.
- Nachdem sich Craig aus der Grube mit Treibsand befreit hat, ist keinerlei Verschmutzung an seiner Kleidung sichtbar.
- Der Wagen der Polizei nähert sich bei Tag. Als die Leute aussteigen, ist es Nacht.
- Vornoff befiehlt Lobo, Lt. Craig ins Nebenzimmer zu bringen, was dieser auch tut. Nachher ist Craig aber trotzdem im Labor angekettet, damit er dem „Experiment“ an seiner Verlobten beiwohnen kann. Sehr ungewöhnlich auch die Art, wie er gefangengehalten wird: Er wurde nicht – wie gewöhnlich in solchen Fällen – an den Handgelenken, sondern an den Oberarmen angekettet.
- Neben dem Kühlschrank im Labor, wo Craig angekettet ist, stand kurz zuvor noch die Couch, auf der Janet Lawton lag.
- Als der „Riese“ beim Zweikampf Lobo gegen die „Wand“ wirft, wackelt die Kulisse beträchtlich.
- Vornoff mutiert zum „Riesen“, zum „atomaren Übermenschen“, nachdem er von Lobo „bestrahlt“ worden ist. Bela Lugosi wird dabei deutlich sichtbar von einem Double mit hohen Absätzen ersetzt. Die vielen Kugeln der Polizei können ihm nun zwar nichts mehr anhaben, aber gegen den eher lahmen Kraken, in dessen Arme er fällt, hat er erstaunlicherweise keine Chance.
- Lt. Craigs Kleidung wurde beim Kampf mit Lobo zerrissen. An Craigs Armen hängen ihn arg behindernde Fetzen seines Hemdes, von denen er sich erst nach einer beträchtlichen Zeit befreit.
- Craig kümmert sich um einen Polizisten, der in nächster Nähe eines großen „Steines“ liegt. Der Polizist sagt, er habe „nur ein paar Kratzer“, ist aber offenbar doch so schwer verletzt, dass er nicht aufstehen kann. Als Craig wenige Sekunden später zum „Stein“ geht, um mit diesem Vornoff zu überrollen, ist der Polizist verschwunden.
- Der „Stein“, den Craig in Bewegung setzt, um Vornoff zu überrollen, ist viel zu groß, als dass ihn ein einzelner Mann bewegen könnte. Zudem müsste Vornoff, nachdem er unter diesen „Stein“ geraten ist, zermalmt worden sein. Stattdessen fällt Vornoff nach einem Jump Cut in den Sumpf und wehrt sich noch eine ganze Weile mit Händen und Füßen gegen das ihn verschlingende Monster.
- Die in offenbar nächster Nähe der Protagonisten stattfindende Atomexplosion am Ende des Films scheint diese nicht zu beeinträchtigen.